# 6 Heures de Bahreïn 2013
Navigation
Édition précédente Édition suivante
Les 6 Heures de Bahreïn 2013, dernière manche du Championnat du monde d'endurance FIA 2013 ont été disputées le 30 novembre 2013 sur le Circuit international de Sakhir à Sakhir au Bahreïn. Elles sont remportées par la Toyota TS030 Hybrid du Toyota Racing, pilotée par Sébastien Buemi, Stéphane Sarrazin et Anthony Davidson.

## Circuit

Le Circuit international de Sakhir, cadre des 6 Heures de Bahreïn 2013.

Les 6 Heures de Bahreïn 2013 se déroulent sur le Circuit international de Sakhir, circuit situé au Bahreïn. Il est composé de plusieurs longues lignes droites et de nombreux virages lents. Ce circuit est célèbre car il accueille la Formule 1.

## Qualifications
Voici le classement officiel au terme des qualifications. Les premiers de chaque catégorie sont signalés par un fond jauni.
| Position | Catégorie | Équipe                        | Temps          | Grille |
| -------- | --------- | ----------------------------- | -------------- | ------ |
| 1        | LMP1      | n° 7 Toyota Racing            | 1 min 42 s 449 | 1      |
| 2        | LMP1      | n° 8 Toyota Racing            | 1 min 42 s 781 | 2      |
| 3        | LMP1      | n° 1 Audi Sport Team Joest    | 1 min 42 s 976 | 3      |
| 4        | LMP1      | n° 2 Audi Sport Team Joest    | 1 min 43 s 145 | 4      |
| 5        | LMP1      | n° 12 Rebellion Racing        | 1 min 46 s 728 | 5      |
| 6        | LMP2      | n° 49 Pecom Racing            | 1 min 50 s 941 | 6      |
| 7        | LMP2      | n° 26 G-Drive Racing          | 1 min 51 s 003 | 7      |
| 8        | LMP2      | n° 24 OAK Racing              | 1 min 51 s 718 | 8      |
| 9        | LMP2      | n° 41 Greaves Motorsport      | 1 min 51 s 841 | 9      |
| 10       | LMP2      | n° 25 Delta-ADR (en)          | 1 min 52 s 133 | 10     |
| 11       | LMP2      | n° 35 OAK Racing              | 1 min 52 s 377 | 11     |
| 12       | LMP2      | n° 31 Lotus                   | 1 min 53 s 217 | 12     |
| 13       | LMP2      | n° 32 Lotus                   | 1 min 53 s 584 | 13     |
| 14       | LMP2      | n° 45 OAK Racing              | 1 min 54 s 033 | 14     |
| 15       | LMGTE Pro | n° 92 Porsche AG Team Manthey | 1 min 58 s 833 | 15     |
| 16       | LMGTE Pro | n° 91 Porsche AG Team Manthey | 1 min 58 s 960 | 16     |
| 17       | LMGTE Pro | n° 97 Aston Martin Racing     | 1 min 59 s 038 | 17     |
| 18       | LMGTE Pro | n° 71 AF Corse                | 1 min 59 s 049 | 18     |
| 19       | LMGTE Pro | n° 99 Aston Martin Racing     | 1 min 59 s 167 | 19     |
| 20       | LMGTE Pro | n° 51 AF Corse                | 1 min 59 s 459 | 20     |
| 21       | LMGTE Am  | n° 95 Aston Martin Racing     | 2 min 00 s 303 | 21     |
| 22       | LMGTE Am  | n° 81 8Star Motorsports       | 2 min 00 s 337 | 22     |
| 23       | LMGTE Am  | n° 96 Aston Martin Racing     | 2 min 00 s 496 | 23     |
| 24       | LMGTE Am  | n° 61 AF Corse                | 2 min 00 s 527 | 24     |
| 25       | LMGTE Am  | n° 76 IMSA Performance Matmut | 2 min 00 s 880 | 25     |
| 26       | LMGTE Am  | n° 88 Proton Competition      | 2 min 01 s 290 | 26     |
| 27       | LMGTE Am  | n° 57 Krohn Racing            | 2 min 01 s 563 | 27     |
| 28       | LMGTE Am  | n° 50 Larbre Compétition      | 2 min 03 s 236 | 28     |

## Résultats
Voici le classement officiel au terme de la course. 
- Les vainqueurs de chaque catégorie sont signalés par un fond jauni.
- Pour la colonne Pneus, il faut passer le curseur au-dessus du modèle pour connaître le manufacturier de pneumatiques.

| Position | Catégorie | n° | Équipe                  | Pilotes                                            | Châssis                                 | Pneus | Tours |
| Position | Catégorie | n° | Équipe                  | Pilotes                                            | Moteur                                  | Pneus | Tours |
| -------- | --------- | -- | ----------------------- | -------------------------------------------------- | --------------------------------------- | ----- | ----- |
| 1        | LMP1      | 8  | Toyota Racing           | Anthony Davidson Sébastien Buemi Stéphane Sarrazin | Toyota TS030 Hybrid                     | M     | 199   |
| 1        | LMP1      | 8  | Toyota Racing           | Anthony Davidson Sébastien Buemi Stéphane Sarrazin | Toyota 3.4 L V8 (Hybrid)                | M     | 199   |
| 2        | LMP1      | 1  | Audi Sport Team Joest   | André Lotterer Marcel Fässler Benoît Tréluyer      | Audi R18 e-tron quattro                 | M     | 199   |
| 2        | LMP1      | 1  | Audi Sport Team Joest   | André Lotterer Marcel Fässler Benoît Tréluyer      | Audi TDI 3.7 L Turbo V6 (Hybrid Diesel) | M     | 199   |
| 3        | LMP2      | 26 | G-Drive Racing          | Roman Rusinov John Martin Mike Conway              | Oreca 03                                | D     | 184   |
| 3        | LMP2      | 26 | G-Drive Racing          | Roman Rusinov John Martin Mike Conway              | Nissan VK45DE 4.5 L V8                  | D     | 184   |
| 4        | LMP2      | 24 | Oak Racing              | Olivier Pla Alex Brundle David Heinemeier Hansson  | Morgan LMP2                             | D     | 184   |
| 4        | LMP2      | 24 | Oak Racing              | Olivier Pla Alex Brundle David Heinemeier Hansson  | Nissan VK45DE 4.5 L V8                  | D     | 184   |
| 5        | LMP2      | 41 | Greaves Motorsport      | Wolfgang Reip Jon Lancaster Björn Wirdheim         | Zytek Z11SN-Nissan                      | D     | 184   |
| 5        | LMP2      | 41 | Greaves Motorsport      | Wolfgang Reip Jon Lancaster Björn Wirdheim         | Nissan VK45DE 4.5 L V8                  | D     | 184   |
| 6        | LMP2      | 35 | Oak Racing              | Bertrand Baguette Martin Plowman Ricardo González  | Morgan LMP2                             | D     | 182   |
| 6        | LMP2      | 35 | Oak Racing              | Bertrand Baguette Martin Plowman Ricardo González  | Nissan VK45DE 4.5 L V8                  | D     | 182   |
| 7        | LMP2      | 45 | Oak Racing              | Jacques Nicolet Keiko Ihara (en) David Cheng       | Morgan LMP2                             | D     | 180   |
| 7        | LMP2      | 45 | Oak Racing              | Jacques Nicolet Keiko Ihara (en) David Cheng       | Nissan VK45DE 4.5 L V8                  | D     | 180   |
| 8        | LMP2      | 25 | Delta-ADR (en)          | Fabien Giroix Robbie Kerr Craig Dolby              | Oreca 03                                | D     | 178   |
| 8        | LMP2      | 25 | Delta-ADR (en)          | Fabien Giroix Robbie Kerr Craig Dolby              | Nissan VK45DE 4.5 L V8                  | D     | 178   |
| 9        | LMGTE Pro | 51 | AF Corse                | Gianmaria Bruni Toni Vilander                      | Ferrari 458 Italia GT2                  | M     | 175   |
| 9        | LMGTE Pro | 51 | AF Corse                | Gianmaria Bruni Toni Vilander                      | Ferrari 4.5 L V8                        | M     | 175   |
| 10       | LMGTE Pro | 91 | Porsche AG Team Manthey | Jörg Bergmeister Patrick Pilet                     | Porsche 911 RSR (991)                   | M     | 175   |
| 10       | LMGTE Pro | 91 | Porsche AG Team Manthey | Jörg Bergmeister Patrick Pilet                     | Porsche 4.0 L Flat-6                    | M     | 175   |
| 11       | LMGTE Pro | 71 | AF Corse                | Kamui Kobayashi Giancarlo Fisichella               | Ferrari 458 Italia GT2                  | M     | 174   |
| 11       | LMGTE Pro | 71 | AF Corse                | Kamui Kobayashi Giancarlo Fisichella               | Ferrari 4.5 L V8                        | M     | 174   |
| 12       | LMGTE Pro | 92 | Porsche AG Team Manthey | Marc Lieb Richard Lietz                            | Porsche 911 RSR (991)                   | M     | 174   |
| 12       | LMGTE Pro | 92 | Porsche AG Team Manthey | Marc Lieb Richard Lietz                            | Porsche 4.0 L Flat-6                    | M     | 174   |
| 13       | LMGTE Am  | 95 | Aston Martin Racing     | Kristian Poulsen Christoffer Nygaard Nicki Thiim   | Aston Martin V8 Vantage GTE             | M     | 173   |
| 13       | LMGTE Am  | 95 | Aston Martin Racing     | Kristian Poulsen Christoffer Nygaard Nicki Thiim   | Aston Martin 4.5 L V8                   | M     | 173   |
| 14       | LMP2      | 49 | Pecom Racing            | Luís Pérez Companc Pierre Kaffer Nicolas Minassian | Oreca 03                                | M     | 172   |
| 14       | LMP2      | 49 | Pecom Racing            | Luís Pérez Companc Pierre Kaffer Nicolas Minassian | Nissan VK45DE 4.5 L V8                  | M     | 172   |
| 15       | LMGTE Am  | 81 | 8Star Motorsports       | Enzo Potolicchio Rui Águas Davide Rigon            | Ferrari 458 Italia GT2                  | M     | 172   |
| 15       | LMGTE Am  | 81 | 8Star Motorsports       | Enzo Potolicchio Rui Águas Davide Rigon            | Ferrari 4.5 L V8                        | M     | 172   |
| 16       | LMGTE Am  | 61 | AF Corse                | Emmanuel Collard Matt Griffin François Perrodo     | Ferrari 458 Italia GT2                  | M     | 172   |
| 16       | LMGTE Am  | 61 | AF Corse                | Emmanuel Collard Matt Griffin François Perrodo     | Ferrari 4.5 L V8                        | M     | 172   |
| 17       | LMGTE Am  | 50 | Larbre Compétition      | Julien Canal Patrick Bornhauser Fernando Rees      | Chevrolet Corvette C6.R GT2             | M     | 171   |
| 17       | LMGTE Am  | 50 | Larbre Compétition      | Julien Canal Patrick Bornhauser Fernando Rees      | Chevrolet 5.5 L V8                      | M     | 171   |
| 18       | LMGTE Am  | 96 | Aston Martin Racing     | Jamie Campbell-Walter Stuart Hall Roald Goethe     | Aston Martin V8 Vantage GTE             | M     | 169   |
| 18       | LMGTE Am  | 96 | Aston Martin Racing     | Jamie Campbell-Walter Stuart Hall Roald Goethe     | Aston Martin 4.5 L V8                   | M     | 169   |
| 19       | LMGTE Am  | 76 | IMSA Performance        | Raymond Narac Jean-Karl Vernay Markus Palttala     | Porsche 911 GT3 RSR (997)               | M     | 162   |
| 19       | LMGTE Am  | 76 | IMSA Performance        | Raymond Narac Jean-Karl Vernay Markus Palttala     | Porsche 4.0 L Flat-6                    | M     | 162   |
| Abd      | LMGTE Pro | 99 | Aston Martin Racing     | Pedro Lamy Richie Stanaway Bruno Senna             | Aston Martin V8 Vantage GTE             | M     | 145   |
| Abd      | LMGTE Pro | 99 | Aston Martin Racing     | Pedro Lamy Richie Stanaway Bruno Senna             | Aston Martin 4.5 L V8                   | M     | 145   |
| Abd      | LMGTE Pro | 97 | Aston Martin Racing     | Darren Turner Stefan Mücke                         | Aston Martin V8 Vantage GTE             | M     | 109   |
| Abd      | LMGTE Pro | 97 | Aston Martin Racing     | Darren Turner Stefan Mücke                         | Aston Martin 4.5 L V8                   | M     | 109   |
| Abd      | LMP1      | 2  | Audi Sport Team Joest   | Allan McNish Tom Kristensen Loïc Duval             | Audi R18 e-tron quattro                 | M     | 93    |
| Abd      | LMP1      | 2  | Audi Sport Team Joest   | Allan McNish Tom Kristensen Loïc Duval             | Audi TDI 3.7 L Turbo V6 (Hybrid Diesel) | M     | 93    |
| Abd      | LMGTE Am  | 88 | Proton Competition      | Christian Ried Gianluca Roda Paolo Ruberti         | Porsche 911 GT3 RSR (997)               | M     | 86    |
| Abd      | LMGTE Am  | 88 | Proton Competition      | Christian Ried Gianluca Roda Paolo Ruberti         | Porsche 4.0 L Flat-6                    | M     | 86    |
| Abd      | LMGTE Am  | 57 | Krohn Racing            | Tracy Krohn Niclas Jönsson Maurizio Mediani        | Ferrari 458 Italia GT2                  | M     | 83    |
| Abd      | LMGTE Am  | 57 | Krohn Racing            | Tracy Krohn Niclas Jönsson Maurizio Mediani        | Ferrari 4.5 L V8                        | M     | 83    |
| Abd      | LMP1      | 7  | Toyota Racing           | Alexander Wurz Nicolas Lapierre Kazuki Nakajima    | Toyota TS030 Hybrid                     | M     | 64    |
| Abd      | LMP1      | 7  | Toyota Racing           | Alexander Wurz Nicolas Lapierre Kazuki Nakajima    | Toyota 3.4 L V8 (Hybrid)                | M     | 64    |
| Abd      | LMP1      | 12 | Rebellion Racing        | Andrea Belicchi Mathias Beche Nicolas Prost        | Lola B12/60                             | M     | 44    |
| Abd      | LMP1      | 12 | Rebellion Racing        | Andrea Belicchi Mathias Beche Nicolas Prost        | Toyota RV8KLM 3.4 L V8                  | M     | 44    |
| Abd      | LMP2      | 32 | Lotus                   | Thomas Holzer Dominik Kraihamer Jan Charouz        | Lotus T128                              | D     | 5     |
| Abd      | LMP2      | 32 | Lotus                   | Thomas Holzer Dominik Kraihamer Jan Charouz        | Praga 3.6L V8                           | D     | 5     |
| Abd      | LMP2      | 31 | Lotus                   | Kevin Weeda Lucas Auer Vitantonio Liuzzi           | Lotus T128                              | D     | 0     |
| Abd      | LMP2      | 31 | Lotus                   | Kevin Weeda Lucas Auer Vitantonio Liuzzi           | Praga 3.6L V8                           | D     | 0     |

## Faits marquants
La course est marquée par un nombre d'abandons assez important pour une course de six heures, ce que profite le G-Drive Racing pour terminer la course à la troisième place au général avec une LMP2.